# Globus d'Or del 2020
La 77a edició dels Globus d'Or va distingir les millors pel·lícules de cinema i televisió nord-americanes del 2019, escollides per l'Associació de Premsa Estrangera de Hollywood. Produïda per Dick Clark Productions i la HFPA, la cerimònia es va retransmetre en directe el 5 de gener de 2020 des de The Beverly Hilton de Beverly Hills, Califòrnia, a partir de les 5 h. de la tarda. La cerimònia es va emetre en directe pel canal NBC als Estats Units. Ricky Gervais va ser l'amfitrió de la cerimònia per la cinquena i "última" vegada.
Els nominats havien sigut anunciats el 9 de desembre de 2019 per Tim Allen, Dakota Fanning i Susan Kelechi Watson. La pel·lícula Marriage Story va obtenir sis nominacions principals. Tom Hanks i Ellen DeGeneres van ser anunciats com els guanyadors del Premi Cecil B. DeMille i el Premi Carol Burnett, respectivament.
Once Upon a Time in Hollywood va guanyar la majoria de premis per la cerimònia amb tres, inclosa la Millor pel·lícula musical o comèdia. La pel·lícula 1917, Joker i Rocketman van guanyar dos premis cadascun, i 1917 va guanyar el premi a la millor pel·lícula dramàtica. Pel que fa a la televisió, Txernòbil, Fleabag i Succession foren els més premiats, amb dues victòries cadascun.
La cerimònia va ser nominada a dos premis Primetime Emmy: Especial de varietats destacades (en directe) i Disseny de producció excepcional per a un especial de varietats.

## Nominats i guanyadors

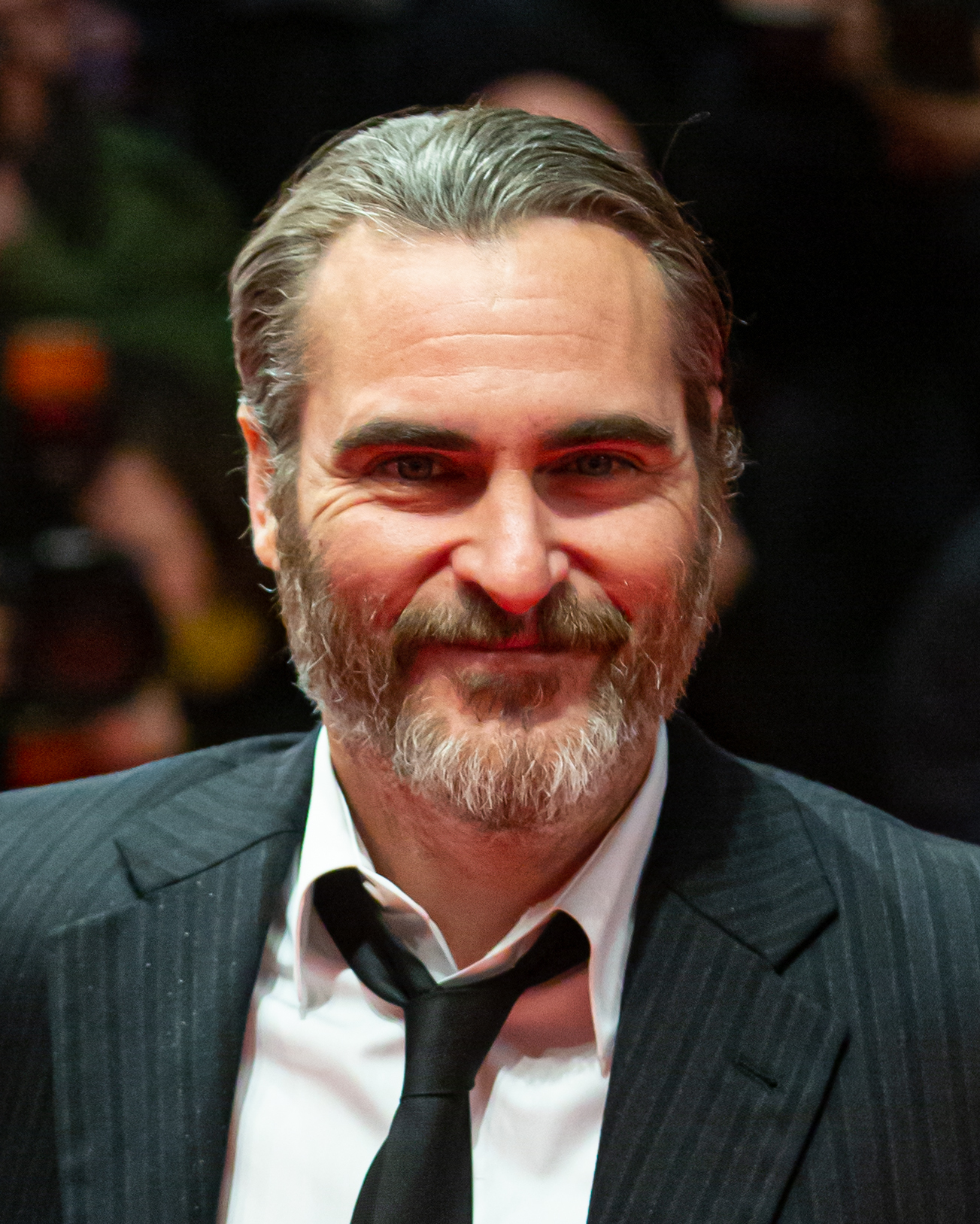
Joaquin Phoenix, millor actor de pel·lícula dramàtica

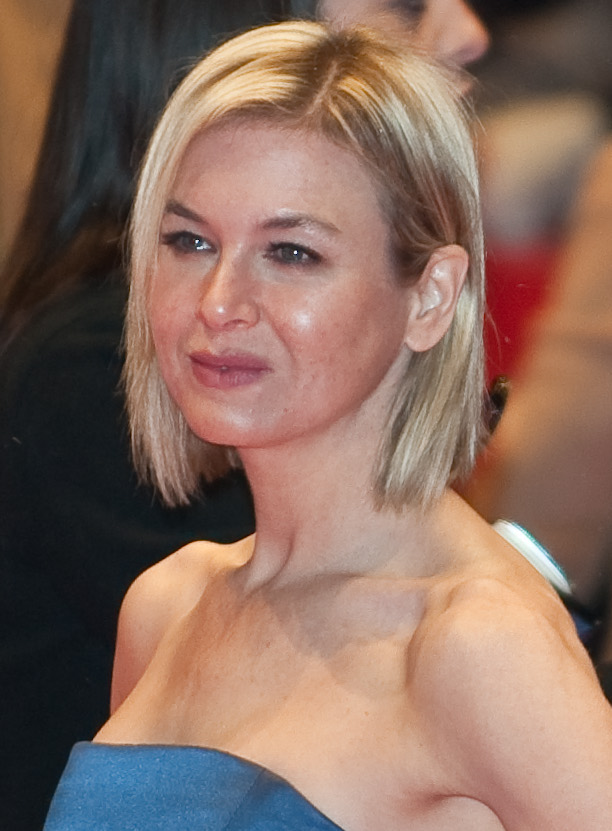
Renée Zellweger, millor actriu de pel·lícula dramàtica

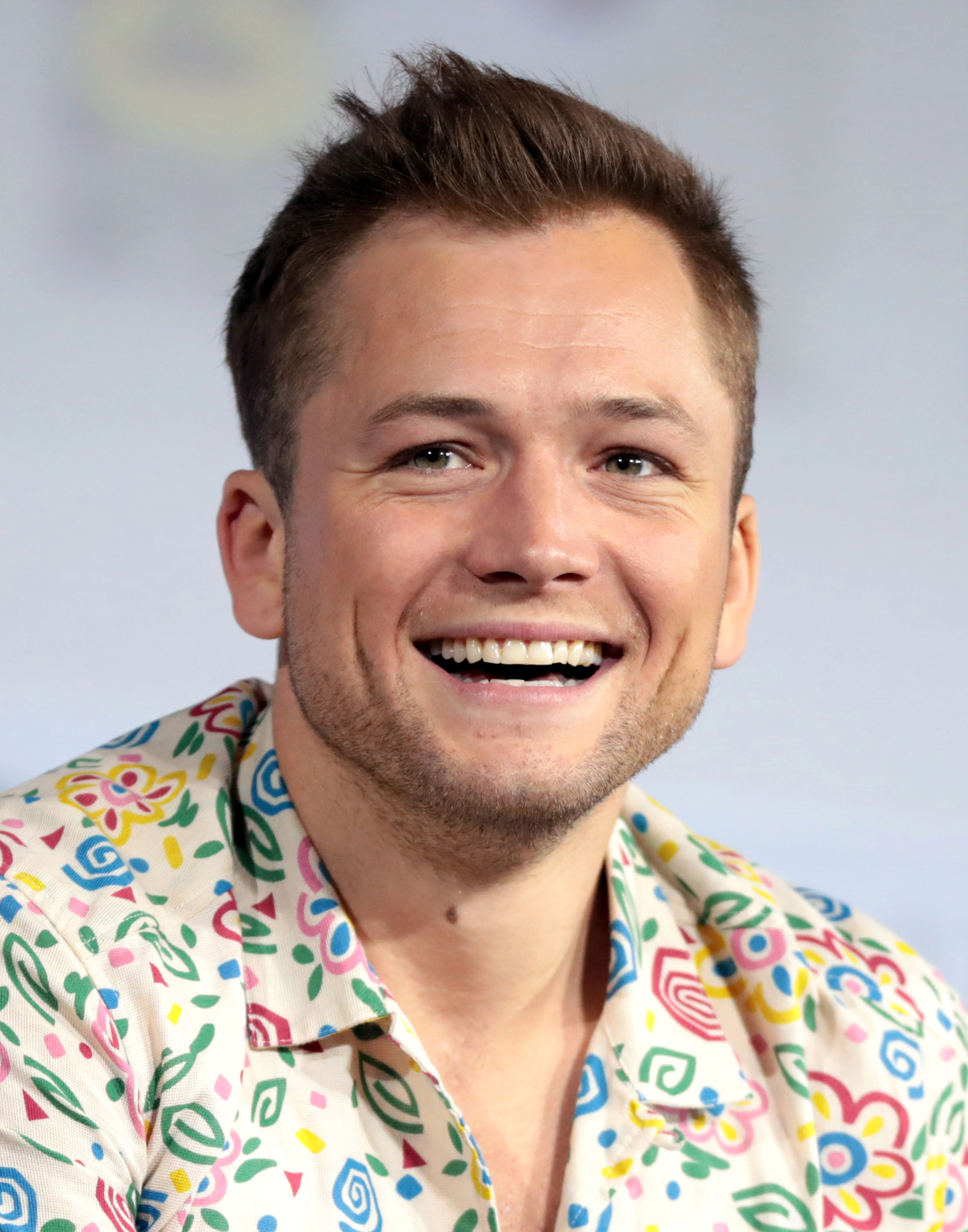
Taron Egerton, millor actor de musical o comèdia

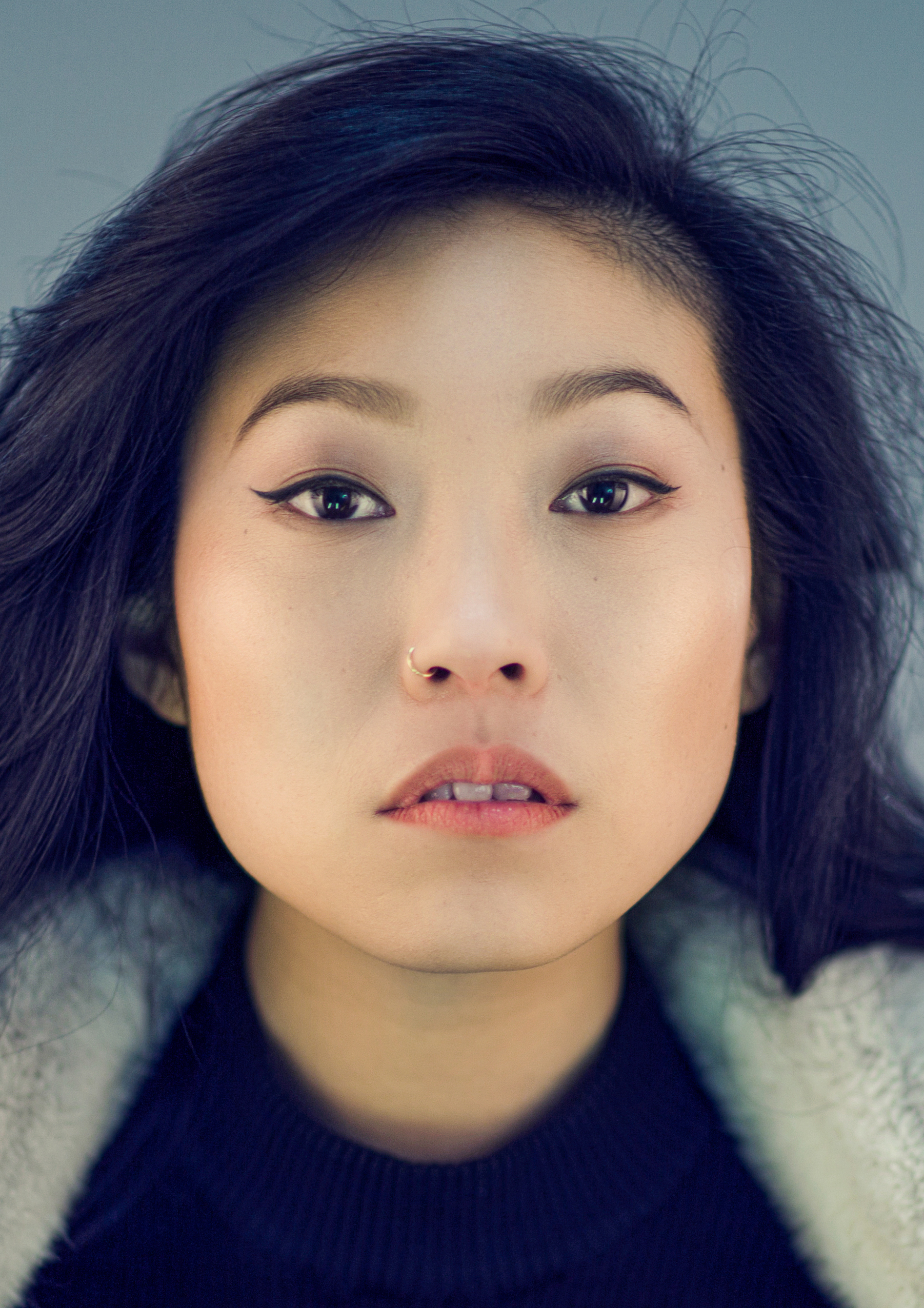
Awkwafina, millor actriu de musical o comèdia

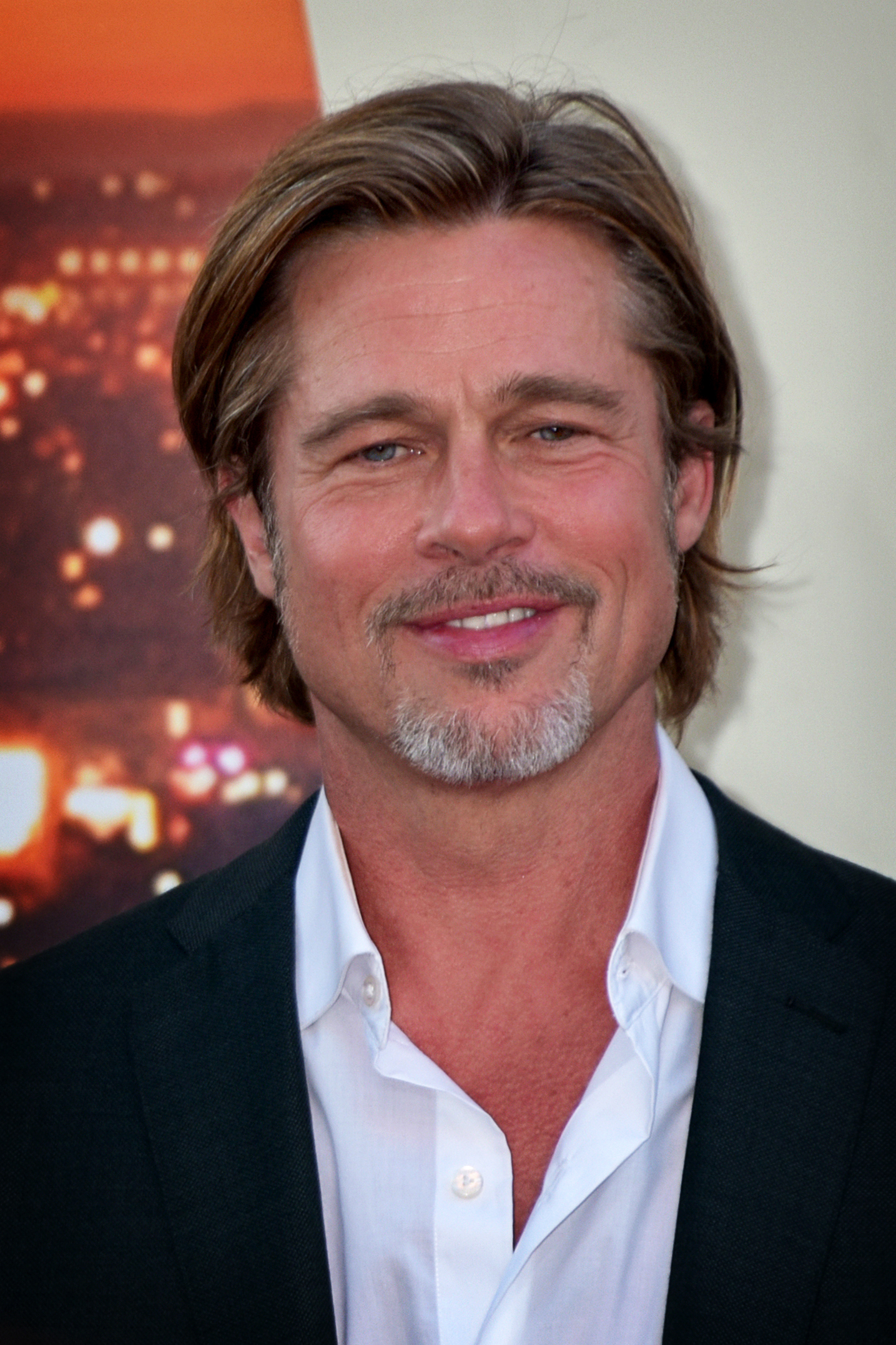
Brad Pitt, millor actor secundari

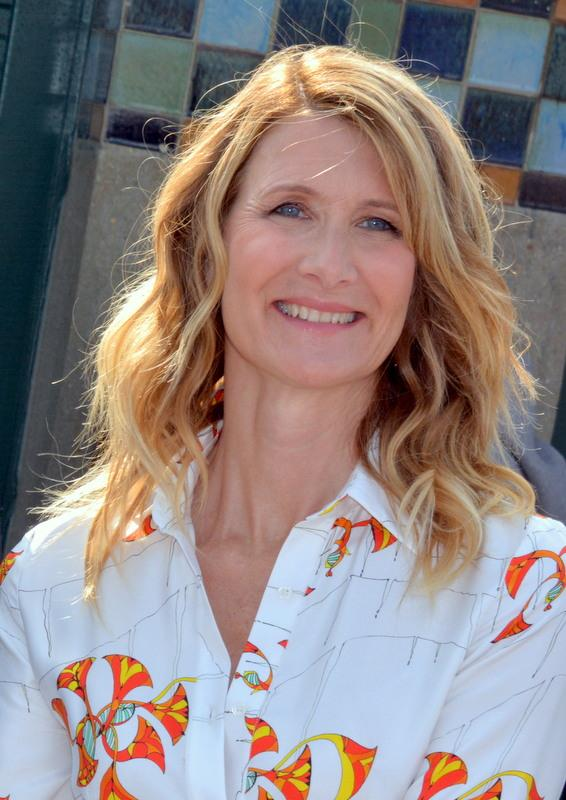
Laura Dern, millor actriu secundària

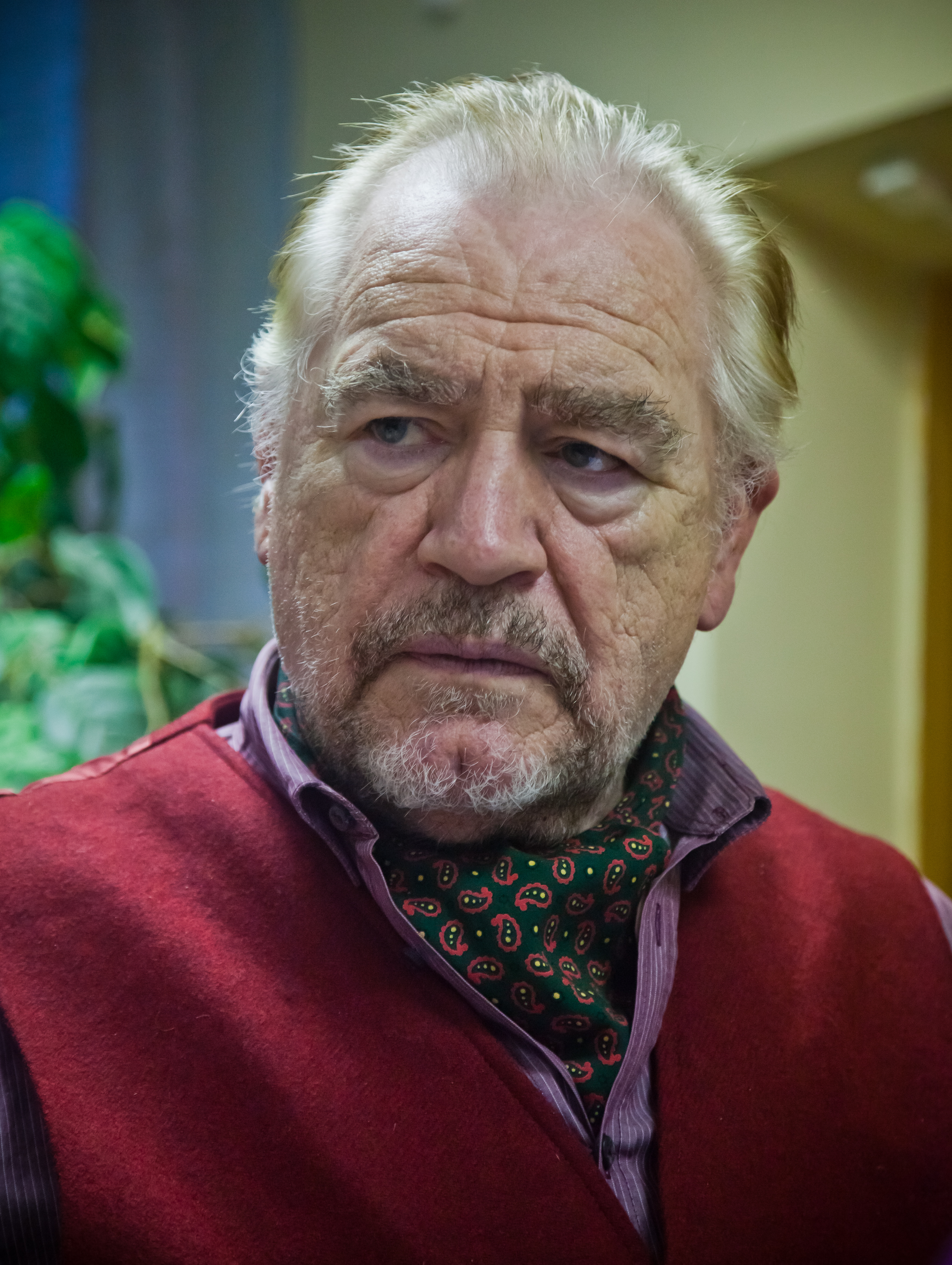
Brian Cox, millor actor de sèrie televisiva

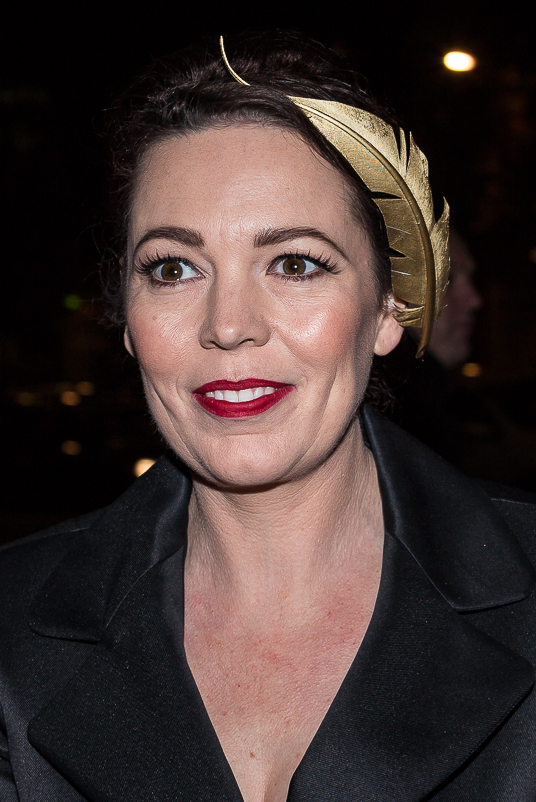
Olivia Colman, millor actriu de sèrie televisiva

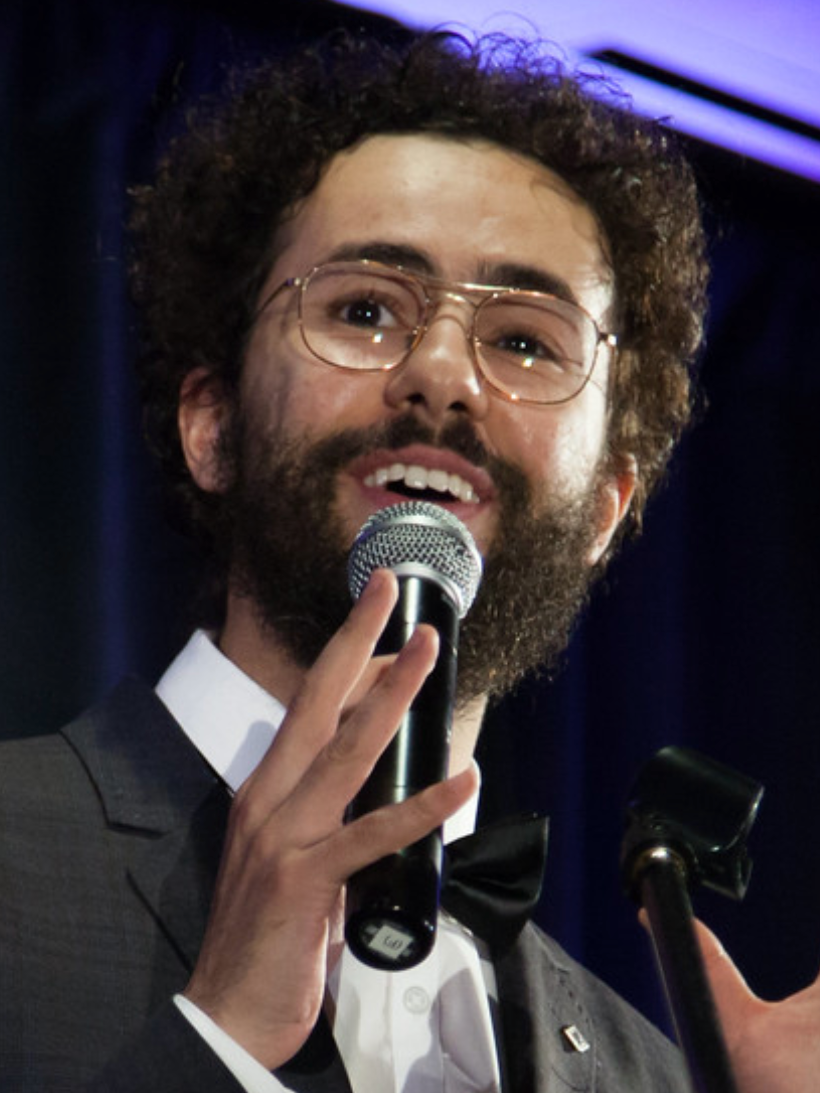
Ramy Youssef, millor actor de sèrie televisiva de comèdia o musical

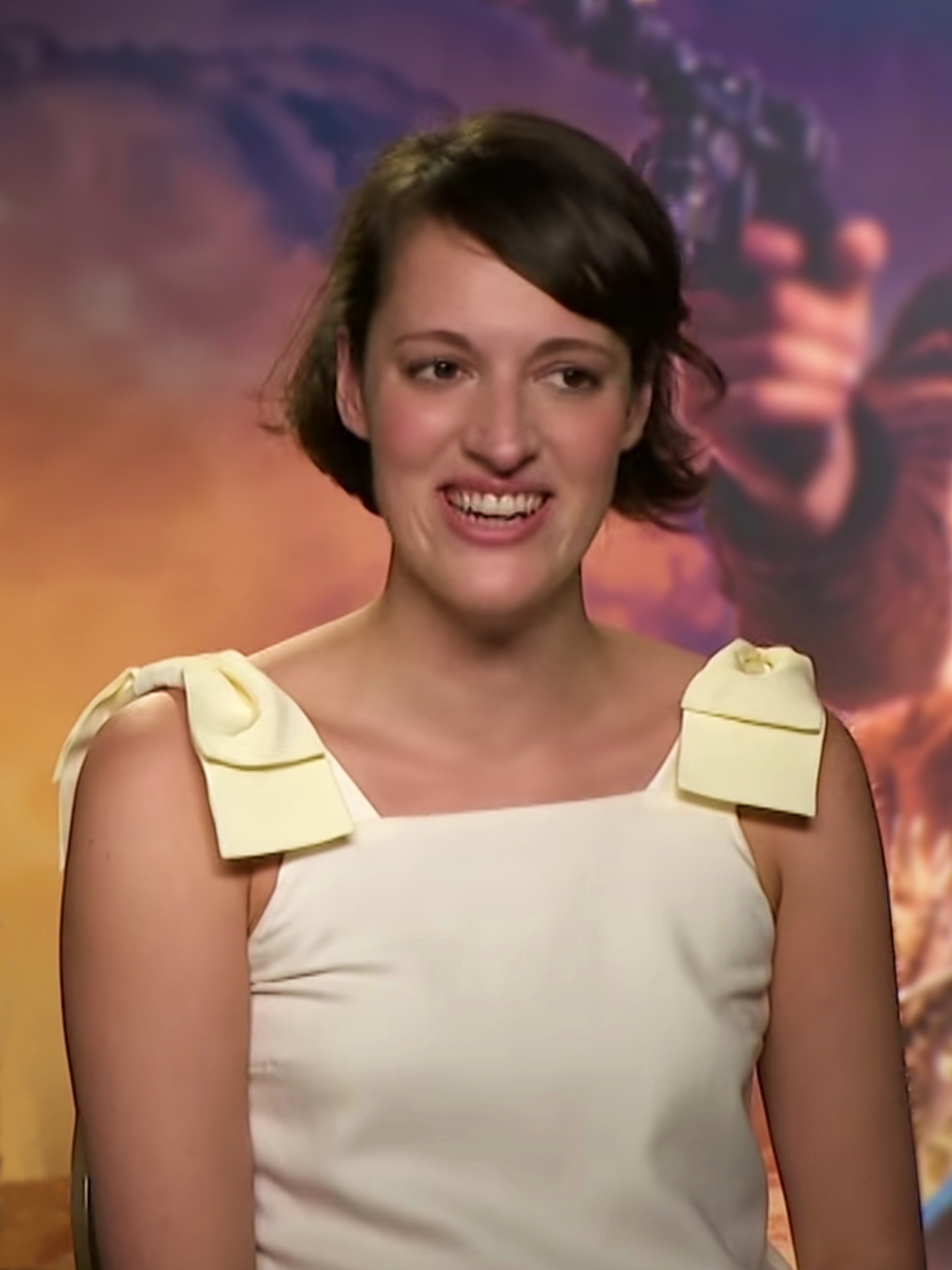
Phoebe Waller-Bridge, millor actriu de sèrie televisiva de comèdia o musical

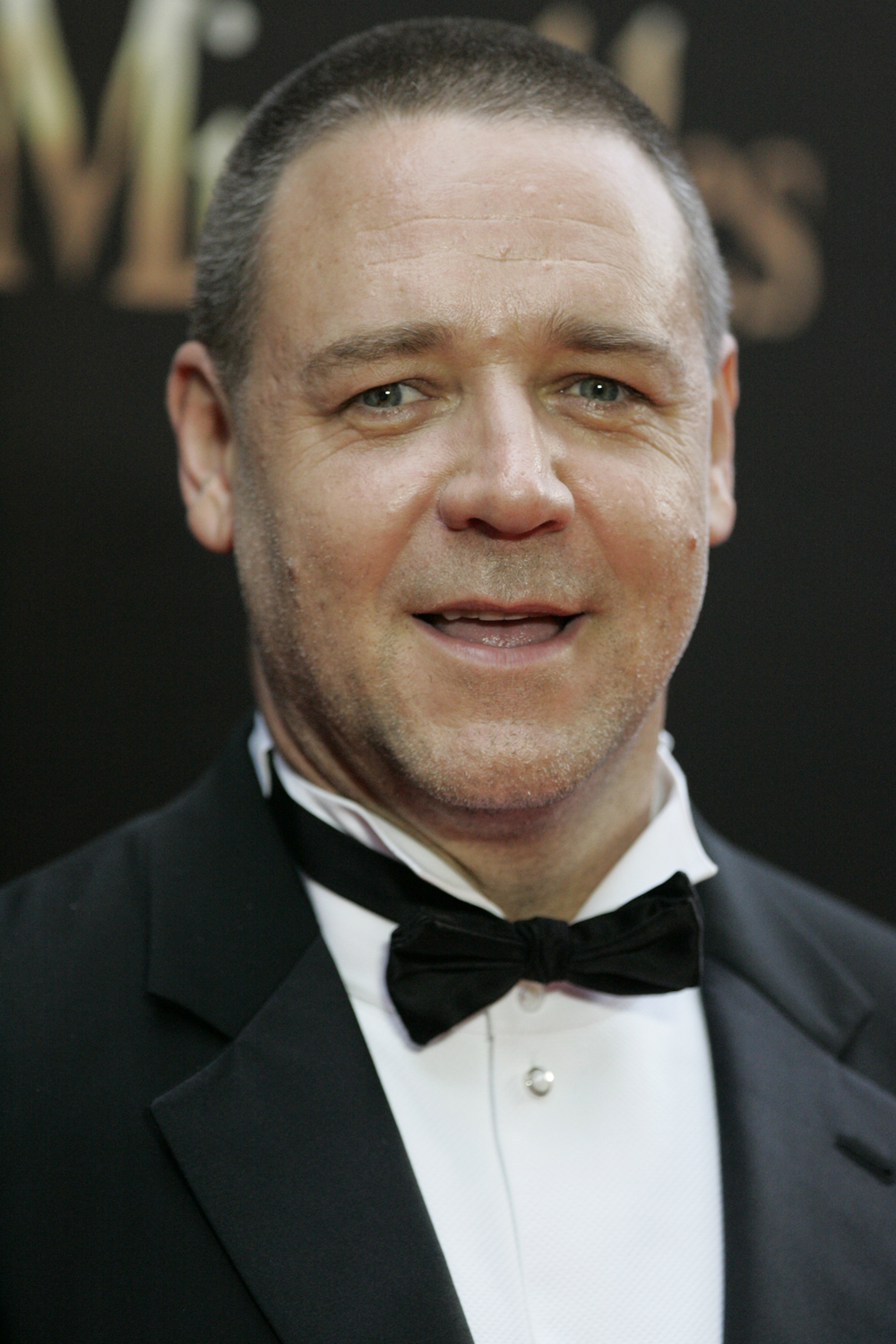
Russell Crowe, millor actor de minisèrie o telefilm

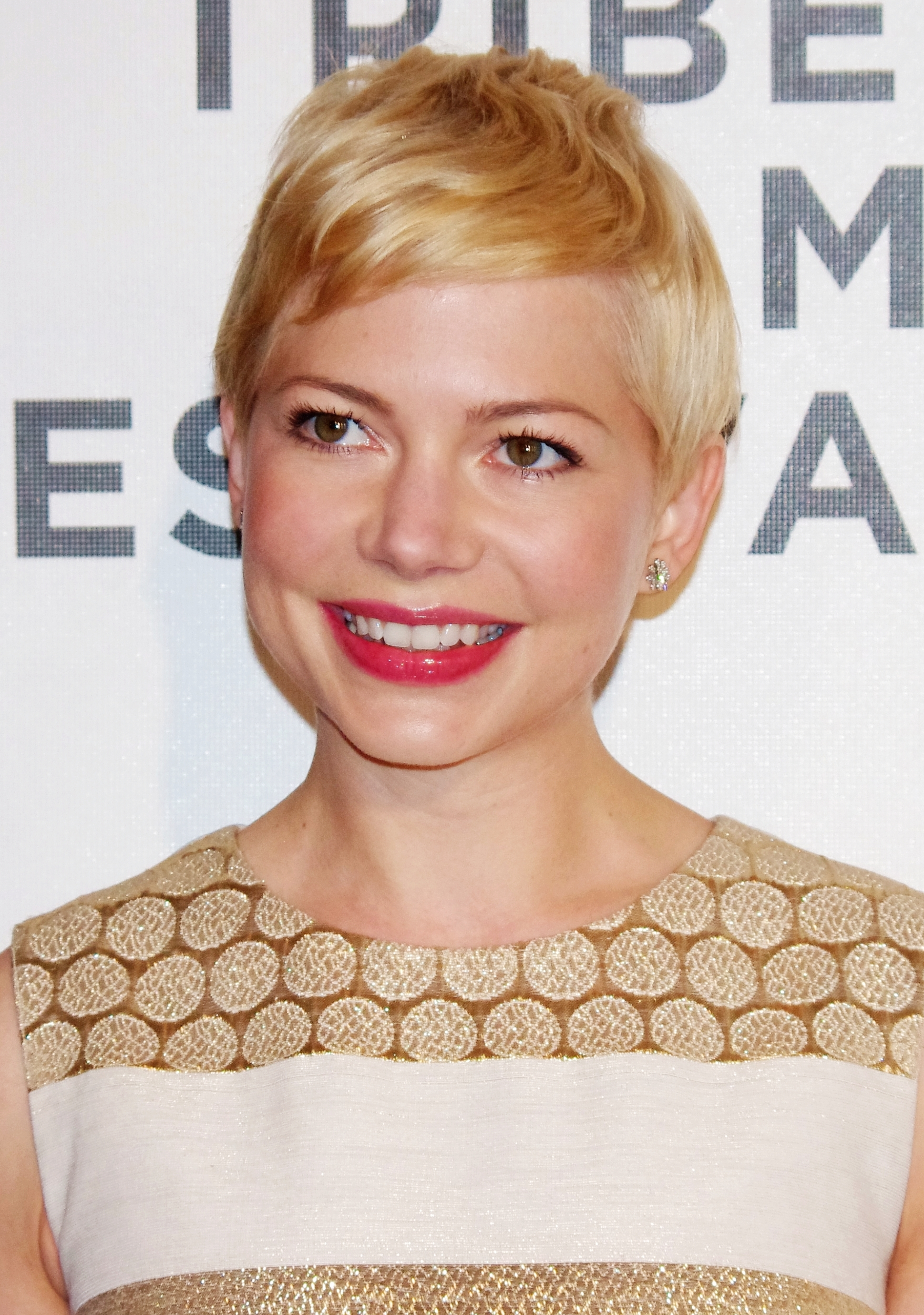
Michelle Williams, millor actriu de minisèrie o telefilm

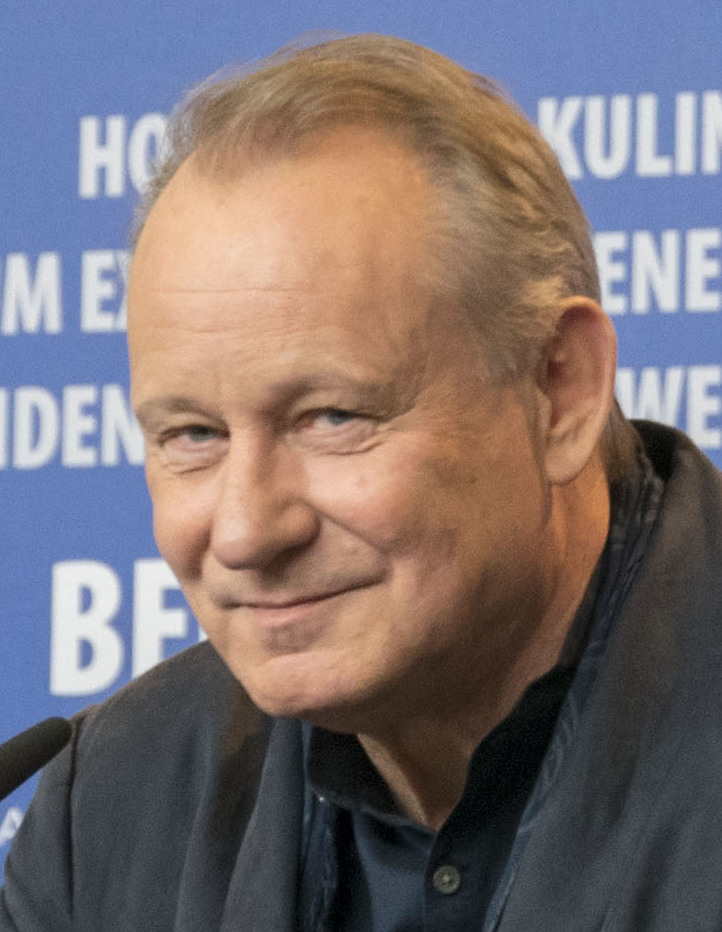
Stellan Skarsgård, millor actor secundari de sèrie, minisèrie o telefilm

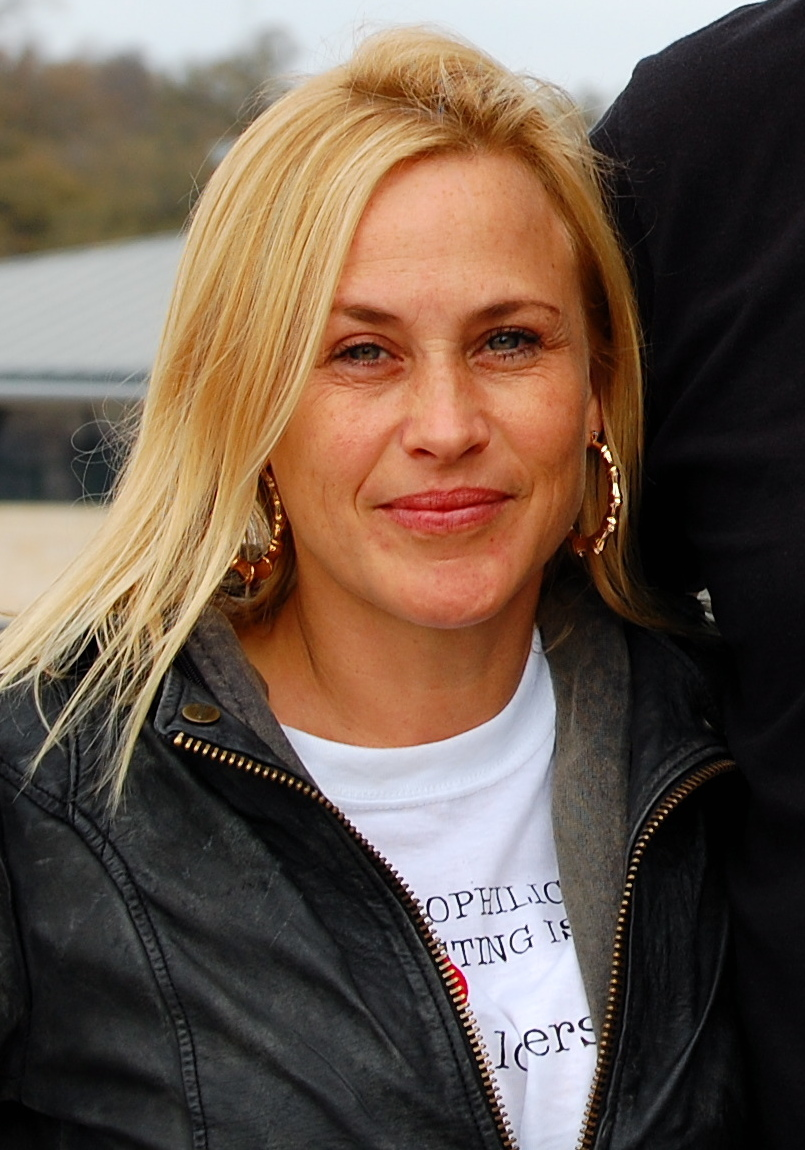
Patricia Arquette, millor actriu secundària de sèrie, minisèrie o telefilm

### Cinema
| Millor pel·lícula | Millor pel·lícula |
| Drama | Musical o comèdia |
| --- | --- |
| - 1917 - The Irishman - Joker - Marriage Story - The Two Popes | - Once Upon a Time in Hollywood - Dolemite Is My Name - Jojo Rabbit - Knives Out - Rocketman |
| Millor actuació – Drama | |
| Actor | Actriu |
| - Joaquin Phoenix – Joker as Arthur Fleck / Joker - Christian Bale – Ford v Ferrari com a Ken Miles - Antonio Banderas – Pain and Glory com a Salvador Mallo - Adam Driver – Marriage Story com a Charlie Barber - Jonathan Pryce – The Two Popes com a Cardinal Jorge Mario Bergoglio        | - Renée Zellweger – Judy com a Judy Garland - Cynthia Erivo – Harriet com a Harriet Tubman - Scarlett Johansson – Marriage Story com a Nicole Barber - Saoirse Ronan – Little Women com a Josephine "Jo" March - Charlize Theron – Bombshell com a Megyn Kelly                                                                                             |
| Millor actuació – Musical o comèdia | |
| Actor | Actriu |
| - Taron Egerton – Rocketman com a Elton John - Daniel Craig – Knives Out com a Benoit Blanc - Roman Griffin Davis – Jojo Rabbit com a Johannes "Jojo" Betzler - Leonardo DiCaprio – Once Upon a Time in Hollywood com a Rick Dalton - Eddie Murphy – Dolemite Is My Name com a Rudy Ray Moore | - Awkwafina – The Farewell com a Billi Wang - Ana de Armas – Knives Out com a Marta Cabrera - Cate Blanchett – Where'd You Go, Bernadette com a Bernadette Fox - Beanie Feldstein – Booksmart com a Molly Davidson - Emma Thompson – Late Night com a Katherine Newbury                                                                                    |
| Millor actuació secundària en una pel·lícula | |
| Actor secundari | Actriu secundària |
| - Brad Pitt – Once Upon a Time in Hollywood com a Cliff Booth - Tom Hanks – A Beautiful Day in the Neighborhood com a Fred Rogers - Anthony Hopkins – The Two Popes com a Popa Benet XVI - Al Pacino – The Irishman com a Jimmy Hoffa - Joe Pesci – The Irishman com a Russell Bufalino       | - Laura Dern – Marriage Story com a Nora Fanshaw - Kathy Bates – Richard Jewell com a Barbara "Bobi" Jewell - Annette Bening – The Report com a Dianne Feinstein - Jennifer Lopez – Hustlers com a Ramona Vega - Margot Robbie – Bombshell com a Kayla Pospisil                                                                                            |
| Altres | |
| Millor director | Millor guió |
| - Sam Mendes – 1917 - Bong Joon-ho – Parasite - Todd Phillips – Joker - Martin Scorsese – The Irishman - Quentin Tarantino – Once Upon a Time in Hollywood | - Quentin Tarantino – Once Upon a Time in Hollywood - Noah Baumbach – Marriage Story - Bong Joon-ho and Han Jin-won – Parasite - Anthony McCarten – The Two Popes - Steven Zaillian – The Irishman |
| Millor banda sonora | Millor cançó original |
| - Hildur Guðnadóttir – Joker - Alexandre Desplat – Little Women - Randy Newman – Marriage Story - Thomas Newman – 1917 - Daniel Pemberton – Motherless Brooklyn | - "(I'm Gonna) Love Me Again" (Elton John i Bernie Taupin) – Rocketman - "Beautiful Ghosts" (Taylor Swift i Andrew Lloyd Webber) – Cats - "Into the Unknown" (Kristen Anderson-Lopez i Robert Lopez) – Frozen II - "Spirit" (Beyoncé, Timothy McKenzie i Ilya Salmanzadeh) – The Lion King - "Stand Up" (Joshuah Brian Campbell i Cynthia Erivo) – Harriet |
| Animada | De parla no anglesa |
| - Missing Link - Frozen II - How to Train Your Dragon: The Hidden World - The Lion King - Toy Story 4 | - Parasite (Corea del Sud) - The Farewell (Estats Units) - Les Misérables (França) - Pain and Glory (Espanya) - Portrait of a Lady on Fire (França) |

### Pel·lícules amb més d'una nominació
Les pel·lícules següents van comptar amb múltiples nominacions:
| Nominacions | Pel·lícula                    |
| ----------- | ----------------------------- |
| 6           | Marriage Story                |
| 5           | The Irishman                  |
| 5           | Once Upon a Time in Hollywood |
| 4           | Joker                         |
| 4           | The Two Popes                 |
| 3           | 1917                          |
| 3           | Knives Out                    |
| 3           | Parasite                      |
| 3           | Rocketman                     |
| 2           | Bombshell                     |
| 2           | Dolemite Is My Name           |
| 2           | The Farewell                  |
| 2           | Frozen II                     |
| 2           | Harriet                       |
| 2           | Jojo Rabbit                   |
| 2           | The Lion King                 |
| 2           | Little Women                  |
| 2           | Pain and Glory                |

### Pel·lícules amb més d'un premi
Les pel·lícules següents foren guardonades amb diversos premis:
| Wins | Films                         |
| ---- | ----------------------------- |
| 3    | Once Upon a Time in Hollywood |
| 2    | 1917                          |
| 2    | Joker                         |
| 2    | Rocketman                     |

### Televisió
| Millor sèrie televisiva | Millor sèrie televisiva |
| Drama | Musical o Comèdia |
| --- | --- |
| - Succession (HBO) - Big Little Lies (HBO) - The Crown (Netflix) - Killing Eve (BBC America) - The Morning Show (Apple TV+) | - Fleabag (Prime Video) - Barry (HBO) - The Kominsky Method (Netflix) - The Marvelous Mrs. Maisel (Prime Video) - The Politician (Netflix) |
| MIllor actuació en sèrie de televisió – Drama | |
| Actor | Actriu |
| - Brian Cox – Succession (HBO) com a Logan Roy - Kit Harington – Game of Thrones (HBO) com a Jon Snow - Rami Malek – Mr. Robot (USA Network) com a Elliot Alderson - Tobias Menzies – The Crown (Netflix) com a Prince Philip, Duke of Edinburgh - Billy Porter – Pose (FX) com a Pray Tell                                         | - Olivia Colman – The Crown (Netflix) as Queen Elizabeth II - Jennifer Aniston – The Morning Show (Apple TV+) com a Alex Levy - Jodie Comer – Killing Eve (BBC America) com a Oksana Astankova / Villanelle - Nicole Kidman – Big Little Lies (HBO) com a Celeste Wright - Reese Witherspoon – The Morning Show (Apple TV+) com a Bradley Jackson                          |
| Millor actuació en sèrie de televisió – Musical o Comèdia | |
| Actor | Actriu |
| - Ramy Youssef – Ramy (Hulu) com a Ramy Hassan - Michael Douglas – The Kominsky Method (Netflix) com a Sandy Kominsky - Bill Hader – Barry (HBO) com a Barry Berkman / Barry Block - Ben Platt – The Politician (Netflix) com aPayton Hobart - Paul Rudd – Living with Yourself (Netflix) com a Miles Elliot / Miles Elliot's Clone | - Phoebe Waller-Bridge – Fleabag (Prime Video) com a Fleabag - Christina Applegate – Dead to Me (Netflix) com a Jen Harding - Rachel Brosnahan – The Marvelous Mrs. Maisel (Prime Video) com a Miriam "Midge" Maisel - Kirsten Dunst – On Becoming a God in Central Florida (Showtime) com a Krystal Stubbs - Natasha Lyonne – Russian Doll (Netflix) com a Nadia Vulvokov |
| Millor actuació en Minisèrie o Telefilm | |
| Actor | Actriu |
| - Russell Crowe – The Loudest Voice (Showtime) com a Roger Ailes - Christopher Abbott – Catch-22 (Hulu) com a Capt. John Yossarian - Sacha Baron Cohen – The Spy (Netflix) com a Eli Cohen / Kamel Amin Thaabet - Jared Harris – Chernobyl (HBO) com a Valery Legasov - Sam Rockwell – Fosse/Verdon (FX) com a Bob Fosse            | - Michelle Williams – Fosse/Verdon (FX) com a Gwen Verdon - Kaitlyn Dever – Unbelievable (Netflix) com a Marie Adler - Joey King – The Act (Hulu) com a Gypsy Rose Blanchard - Helen Mirren – Catherine the Great (HBO) com a Catherine the Great - Merritt Wever – Unbelievable (Netflix) com a Det. Karen Duvall                                                         |
| Millor actuació secundària en sèrie, minisèrie o telefilm | |
| Actor secundari | Actriu secundària |
| - Stellan Skarsgård – Chernobyl (HBO) com a Boris Shcherbina - Alan Arkin – The Kominsky Method (Netflix) com a Norman Newlander - Kieran Culkin – Succession (HBO) com a Roman Roy - Andrew Scott – Fleabag (Prime Video) com a The Priest - Henry Winkler – Barry (HBO) com a Gene Cousineau                                      | - Patricia Arquette – The Act (Hulu) com a Dee Dee Blanchard - Helena Bonham Carter – The Crown (Netflix) com a Princesa Margarida - Toni Collette – Unbelievable (Netflix) com a Det. Grace Rasmussen - Meryl Streep – Big Little Lies (HBO) com a Mary Louise Wright - Emily Watson – Chernobyl (HBO) com a Ulana Khomyuk                                                |
| Millor minisèrie o telefilm | |
| - Chernobyl (HBO) - Catch-22 (Hulu) - Fosse/Verdon (FX) - The Loudest Voice (Showtime) - Unbelievable (Netflix) | |

### Sèries amb més d'una nominació
Les següents sèries de televisió van comptar amb múltiples nominacions:
| Nominations | Series                    |
| ----------- | ------------------------- |
| 4           | Chernobyl                 |
| 4           | The Crown                 |
| 4           | Unbelievable              |
| 3           | Barry                     |
| 3           | Big Little Lies           |
| 3           | Fleabag                   |
| 3           | Fosse/Verdon              |
| 3           | The Kominsky Method       |
| 3           | The Morning Show          |
| 3           | Succession                |
| 2           | The Act                   |
| 2           | Catch-22                  |
| 2           | Killing Eve               |
| 2           | The Loudest Voice         |
| 2           | The Marvelous Mrs. Maisel |
| 2           | The Politician            |

### Sèries amb més d'un premi
Les següents tres sèries foren guardonades amb diversos premis:
| Wins | Series     |
| ---- | ---------- |
| 2    | Chernobyl  |
| 2    | Fleabag    |
| 2    | Succession |

### Premi Cecil B. DeMille
El Premi Cecil B. DeMille és un guardó honorari que es concedeix a una destacada trajectòria cinematogràfica l'associació de crítics HFPA (Hollywood Foreign Press Association, Associació de Premsa Estrangera de Hollywood). El seu nom es deu al director Cecil B. De Mille.
- Tom Hanks[1]

### Premi Carol Burnett
El Premi Carol Burnett és un guardó honorari que es concecedix a una destacata trajectòria a la televisió o a fora de la pantalla. El seu nom es deu a l'actriu Carol Burnett.
- Ellen DeGeneres[2]